# Điện di thuốc trị liệu
Điện di thuốc trị liệu (electrophoresis therapy) là phương pháp dùng dòng điện một chiều để di chuyển một số ion thuốc có tác dụng chữa bệnh vào cơ thể hoặc lấy các ion thuốc có hại ra khỏi cơ thể.
Nguyên lý của phương pháp điện di là: Các điện tích cùng dấu thì đẩy nhau, trái dấu thì hút nhau. Một dung dịch mà trong đó chất hòa tan có thể phân ly thành các ion (gọi là dung dịch điện ly), khi được đưa vào một điện cực và cho dòng điện một chiều chạy qua thì các ion cùng dấu với điện cực đó sẽ bị đẩy ra khỏi điện cực để đi vào cơ thể. Ngược lại nếu muốn lấy một ion có hại (ví dụ ion Ca+2) ra khỏi cơ thể thì ta đặt điện cực trái dấu vào vùng da nhiễm ion, điện cực đó sẽ hút các ion này ra khỏi cơ thể về phía nó.

## Tác dụng
Tác dụng của điện di thuốc gồm tác dụng do dòng điện một chiều đều và tác dụng do ion thuốc gây ra.
Tác dụng của dòng điện 1 chiều đều:
- Tác dụng giãn mạch: Tại vùng da đặt điện cực có vải đệm sẽ có hiện tượng đỏ da do giãn mạch và có thể kéo dài hàng giờ. Tác dụng giãn mạch sẽ làm tăng cường tuần hoàn và dinh dưỡng, tăng chuyển hóa, chống viêm. Cơ chế do dòng điện tác dụng trực tiếp lên hệ thần kinh vận mạch.
- Tác dụng lên hệ thần kinh: Tại cực dương có tác dụng giảm đau, giảm co thắt, giảm trương lực cơ. Tại cực âm: có tác dụng kích thích, làm tăng trương lực cơ.

Tác dụng của ion thuốc:
Các ion thuốc được đưa vào bằng điện di đã được chứng minh là có hiệu lực tăng lên gấp nhiều lần so với các đường khác. Sau đây là một số ion thuốc thường dùng:
| Dung dịch thuốc               | Ion tác dụng   | Cực | Tác dụng điều trị               |
| ----------------------------- | -------------- | --- | ------------------------------- |
| Kali-Natri iodure (INaIK) 5%  | I-             | –   | Làm mềm tổ chức sẹo             |
| Natri chloride (NaCl) 5%      | Cl-            | –   | Tạo phản xạ chống viêm khớp     |
| Kali-Natri bromide (BrNa-BrK) | Br-            | –   | An thần                         |
| Natri salicylat 5%            | Salicylat-     | –   | Chống viêm giảm đau             |
| Novocain 5%                   | Novocain+      | +   | Giảm đau                        |
| Hydrocortison acetat          | Hydrocortison+ | +   | Chống viêm                      |
| Nivalin                       | Nivalin+       | +   | Tăng cường dẫn truyền thần kinh |

## Ưu điểm
- Khi cần ion thuốc gì thì đưa ion thuốc đó vào, các thành phần khác bị giữ lại ở điện cực do đó không gây phù nề tổ chức như khi tiêm.
- Không gây tổn thương da, không gây đau, không gây khó chịu và không gây lây truyền các bệnh đường máu như khi tiêm.
- Tại chỗ đặt điện cực đưa thuốc, nồng độ thuốc cao thích hợp cho những tổ chức ít mạch máu như sẹo... mà khi dùng thuốc các đường khác ít tác dụng.

## Chỉ định điều trị
- Giảm đau hoặc cắt cơn đau trong các chứng đau do nguyên nhân thần kinh, chấn thương, co mạch (chứng co thắt mạch ngoại vi, hội chứng Raynaud, viêm tắc động mạch, viêm tắc tĩnh mạch).
- Chống viêm mạn như viêm khớp, viêm dây thần kinh, viêm da, viêm màng tiếp hợp…
- Tăng dinh dưỡng và tuần hoàn tại chỗ điều trị vết thương vết loét lâu liều, sẹo xơ cứng, teo cơ.
- Tạo phản xạ đốt đoạn điều hòa các rối loạn của các cơ quan nội tạng ở sâu và ở xa chỗ đặt điện cực. Điều hòa quá trình hưng phấn và ức chế của vỏ não.
- Đưa một số thuốc vào cơ thể (điện di) để điều trị như: novocain 0,5% (cực dương), natri salisylat (cực âm)... hay lấy một số thuốc ra khỏi tổ chức cơ thể như Ca+2, chì...